# Augustin Bianchini
Pour les articles homonymes, voir Bianchini.
 Augustin Bianchini, né le 31 mai 2000, est un skieur alpin français.

## Biographie
Augustin Bianchini est licencié au Club des Sports de Méribel.
En 2015, il intègre le Comité de Savoie. En mars 2016, Il devient champion de France de slalom géant U16 (moins de 16 ans) et vice-champion de France de slalom U 16 à Font-Romeu. L'année suivante, en février 2017, il prend la 3e place du slalom  du Festival Olympique de la Jeunesse Européenne à Erzurum/Palandoken, ainsi que la 3e place de l'épreuve par équipes nationales avec ses 
partenaires de l'équipe de France : Doriane Escané, Anouck Errard et Clément Guillot. En mars, il est champion de France U18 (moins de 18 ans) de slalom géant. 
En janvier 2018, il dispute sa première épreuve de Coupe d'Europe dans le slalom de Chamonix. En mars il est sacré triple champion de France U18 à Tignes en remportant la descente, le super G et le slalom géant. Il intègre l'équipe de France Juniors à partir de la saison 2018-2019. 
En janvier 2019, il marque ses premiers points en Coupe d'Europe dans les slaloms de Val-Cenis. En février il dispute ses premiers championnats du monde juniors de ski alpin (moins de 21 ans). Le 22 février à Val di Fassa, au sein de l'équipe de France, il devient Champion du Monde Juniors par équipe mixte  avec ses partenaires Doriane Escané, Marie Lamure et Jérémie Lagier ,. C'est la 1re fois que l'équipe de France remporte cette compétition.
En janvier 2020, il obtient son premier top-15 en Coupe d'Europe en prenant la 15e place du slalom de Vaujany. Il dispute les championnats du monde juniors en mars à Narvik mais la pandémie de Covid-19 met fin à ces championnats avant les épreuves techniques, et clôt définitivement la saison.
Fin décembre 2020, il décroche son premier top-10 en coupe d'Europe en prenant la 9e place du slalom de Val di Fassa.  Début janvier 2021, il prend la 6e place du slalom de coupe d'Europe de Val-Cenis. Ces bons résultats lui permettent de disputer fin janvier  ses premières épreuves de Coupe du monde dans les 2 slaloms de Chamonix,.
Fin mars 2021 à Châtel, il frôle le podium des Championnats de France Elite de combiné, en prenant une bonne 4e place, qui lui permet d'être sacré Champion de France U21 (moins de 21 ans) du combiné.
Début 2022, il prend deux bonnes 6e places dans les slaloms de Coupe d'Europe de Vaujany et Almåsa et termine à le 22e place du classement de la discipline.
Fin décembre 2023, il se fracture le pied droit à l'entrainement.
Il dispute sa dernière saison en 2024-2025 et met fin à sa carrière après les championnats de France à Méribel début avril 2025. Il y termine pour la première fois le slalom où il prend la 9e place après avoir remporté la seconde manche.

## Palmarès

### Coupe du monde
- 5 slaloms disputés

### Championnats du monde junior
| Édition / Épreuve          | Descente | Super G | Slalom géant | Slalom | Combiné | Team Event |
| Mondiaux 2019 Val di Fassa | 24e      | 27e     | Abandon      | 31e    | Abandon | Or         |
| Mondiaux 2020 Narvik       | 18e      | 16e     | annulé       | annulé | annulé  |            |
| Mondiaux 2021 Bansko       | annulé   | -       |              |        | annulé  | annulé     |

### Coupe d'Europe
52 épreuves disputées : 
- 4 tops-10

#### Classements
| Saison / Épreuve | Saison / Épreuve | Général | Général | Descente | Descente | Super G | Super G | Géant  | Géant  | Slalom | Slalom | Combiné | Combiné |
| ---------------- | ---------------- | ------- | ------- | -------- | -------- | ------- | ------- | ------ | ------ | ------ | ------ | ------- | ------- |
| Saison / Épreuve | Saison / Épreuve | Class.  | Points  | Class.   | Points   | Class.  | Points  | Class. | Points | Class. | Points | Class.  | Points  |
| 2019             | 2019             | 157e    | 19      | -        | -        | -       | -       | -      | -      | 60e    | 19     | -       | -       |
| 2020             | 2020             | 129e    | 44      | -        | -        | -       | -       | -      | -      | 44e    | 44     | -       | -       |
| 2021             | 2021             | 90e     | 78      | -        | -        | -       | -       | -      | -      | 28e    | 78     | -       | -       |
| 2022             | 2022             | 76e     | 108     | -        | -        | -       | -       | -      | -      | 22e    | 108    | -       | -       |
| 2023             | 2023             | 168e    | 19      | -        | -        | -       | -       | -      | -      | 62e    | 19     | -       | -       |

### Festival Olympique de la Jeunesse Européenne
| Épreuve / Édition            | Slalom géant | Slalom | Team event |
| FOJE 2017 Erzurum/Palandoken | 11e          | Bronze | Bronze     |

### Championnats de France

#### Élite
| Édition / Epreuve                                        | Descente | Super-G | Slalom géant | Slalom  | Super combiné |
| -------------------------------------------------------- | -------- | ------- | ------------ | ------- | ------------- |
| Championnats 2017 Val Thorens/Lélex                      | -        | 28e     | 21e          | Abandon | 25e           |
| Championnats 2018 Châtel                                 | -        | 35e     | -            | Abandon | 21e           |
| Championnats 2019 Auron / Isola 2000                     | 20e      | 25e     | Abandon      | Abandon | Abandon       |
| Championnats 2020 Val Thorens                            | annulée  | annulé  | annulé       | annulé  | annulé        |
| Championnats 2021 Châtel / Saint-Jean-d'Aulps / Les Gets | -        | 22e     | Abandon      | Abandon | 4e            |
| Championnats 2022 Auron / Isola 2000                     | 21e      | 23e     | Abandon      | Abandon | 9e            |
| Championnats 2023 Les Orres                              | 24e      | Abandon | -            | Abandon | -             |
| Championnats 2024 Megève                                 | annulée  |         | -            | Abandon | -             |
| Championnats 2025 Méribel                                | 19e      | 28e     | 23e          | 9e      | -             |

#### Jeunes
6 titres de Champion de France

##### Juniors U21 (moins de 21 ans)
2021 à Châtel :
- Champion de France de combiné

##### Cadets U18 (moins de 18 ans)
2018 à Tignes :
- Champion de France de descente
- Champion de France de super G
- Champion de France de slalom géant

2017 au Grand-Bornand :
- Champion de France de slalom géant

##### Minimes U16 (moins de 16 ans)
2016 à Font-Romeu :
- Champion de France de slalom géant
- Vice-champion de France de slalom

##### Benjamins U14 (moins de 14 ans)
2012 à Mégève :
- 3e des championnats de France de super G